# Kuldscha
Kuldscha là một chi bướm đêm thuộc họ Geometridae.

## Các loài
- Kuldscha alaicola
- Kuldscha albescens
- Kuldscha bioerraria
- Kuldscha brunneofasciata
- Kuldscha dignitosa
- Kuldscha lakearia
- Kuldscha lobbichleri
- Kuldscha loxobathra
- Kuldscha oberthuri
- Kuldscha productaria
- Kuldscha staudingeri